# Manettia chrysoderma
Manettia chrysoderma é uma espécie de dicotiledónea pertencente à família Rubiaceae, descrita em 1905.